# Comme un corbeau blanc
Singles de Johnny Hallyday
Avant
(1972) Le Feu
(1973)
Comme un corbeau blanc est une chanson de Johnny Hallyday, sortie en 1973 (en single et sur l'album Insolitudes).

## Développement et composition
La chanson a été écrite par Jean Renard et Gilles Thibaut et produite par Jean Renard.

## Liste des pistes
Single 7" / 45 tours Philips 6009 334 (1973, France etc.)
A. Comme un corbeau blanc (3:09)
B. La Musique que j'aime (5:07),

## Réception
Le titre s’écoule à plus de 250 000 exemplaires en France.

### Classements hebdomadaires
| Classement (1973) | Meilleure position |
| ----------------- | ------------------ |
| France            | 4                  |